# Camelidae
Camelidae é uma família de mamíferos artiodáctilos ruminantes (sub-ordem Tylopoda). Os camelídeos são animais exclusivamente herbívoros e de grandes dimensões. Esta família distingue-se dos restantes dos ruminantes por terem um aparelho digestivo constituído por três (em vez de quatro) câmaras. Outras características distintivas incluem o lábio superior fendido em duas partes independentes, um dente incisivo isolado na maxila superior e células sanguíneas eritrócitos de forma elíptica (em vez de circular). Os camelídeos estão distribuídos pela Ásia, África, América do Sul e Austrália.
- Llama (lhama e guanaco)
- Vicugna (vicunha e alpaca)
- Camelus (camelo e dromedário)

## Classificação
Família Camelidae Gray, 1821
- -     - Gênero †Myotylopus Schlaikjer, 1935 (incerta sedis)
- Subfamília †Poebrodontinae J. A. Wilson, 1974
  -     - Gênero †Peoreodon
    - Gênero †Hidrosotherium Wilson, 1974
- Subfamília †Poebrotheriinae Cope, 1874
  -     - Gênero †Poebrotherium Leidy, 1847
    - Gênero †Paralabis McKenna, 1966
    - Gênero †Paratylopus Matthew, 1904
    - Gênero †Gentilicamelus Loomis, 1936 [=Gomphotherium]
- Subfamília †Pseudolabidinae Simpson, 1945
  -     - Gênero †Pseudolabis Matthew, 1904
- Subfamília Camelinae (Gray, 1821) Zittel, 1893
  -     - Gênero †Dyseotylops Stock, 1935 (incerta sedis)
    - Gênero †Nothotylopus Patton, 1969 (incerta sedis)

  - Tribo †Protolabidini (Cope, 1884) Webb, 1965
    - Gênero †Tanymykter Honey e Taylor, 1978
    - Gênero †Michenia Frick e Taylor, 1971
    - Gênero †Protolabis Cope, 1876

  - Tribo Lamini Webb, 1965
    - Gênero †Hemiauchenia Gervais e Ameghino, 1880
    - Gênero †Pliauchenia Cope, 1875
    - Gênero †Alforjas Harrison, 1979
    - Gênero †Blancocamelus Dalquest, 1975
    - Gênero †Camelops Leidy, 1854
    - Gênero †Palaeolama Gervais, 1867
    - Gênero †Pleiolama Webb e Meachen, 2004
    - Gênero Lama G. Cuvier, 1800
    - Gênero Vicugna Lesson, 1842
    - Gênero †Eulamaops Ameghino, 1889

  - Tribo Camelini (Gray, 1821) Webb, 1965
    - Gênero †Procamelus Leidy, 1858
    - Gênero †Megatylopus Matthew e Cook, 1909
    - Gênero †Paracamelus Schlosser, 1903
    - Gênero Camelus Linnaeus, 1758
    - Gênero †Gigantocamelus Barbour e Schultz, 1939
    - Gênero †Titanotylops Barbour e Schultz, 1934
    - Gênero †Megacamelus Frick, 1929
- Subfamília †Aepycamelinae Webb, 1965
  -     - Gênero †Oxydactylus Peterson, 1904
    - Gênero †Australocamelus Patton, 1969
    - Gênero †Aepycamelus MacDonald, 1956
    - Gênero †Priscocamelus Stevens, 1969
    - Gênero †Delahomeryx Stevens, 1969
    - Gênero †Hesperocamelus MacDonald, 1949
    - Gênero †Nothokemas White, 1940
- Subfamília †Miolabinae Hay, 1902
  -     - Gênero †Capricamelus Whistler e Webb, 2005
    - Gênero †Miolabis Hay, 1899
    - Gênero †Paramiolabis Kelly, 1992
- Subfamília †Stenomylinae Matthew et al., 1910
  - Gênero †Stenomylus Peterson, 1906
    - Gênero †Blickomylus Frick e Taylor, 1968
    - Gênero †Rakomylus Frick, 1937
- Subfamília †Floridatragulinae Maglio, 1966
  -     - Gênero †Floridatragulus White, 1940
    - Gênero †Aguascalientia Stevens, 1977
    - Gênero †Cuyamacamelus Kelly, 1992